# David Atanga
David Dona Atanga (Bolgatanga, 25 dicembre 1996) è un calciatore ghanese, centrocampista del Wolfsberger.

## Caratteristiche tecniche
È un esterno sinistro.

## Carriera

### Nazionale
Nel 2015 è stato convocato dalla nazionale Under-20 ghanese per disputare il campionato mondiale di categoria.

## Palmarès

### Club

#### Competizioni nazionali
- Campionato austriaco: 2

Salisburgo: 2014-2015, 2015-2016
- Coppa d'Austria: 2

Salisburgo: 2015-2016
Wolfsberger: 2024-2025